# Dolichopus conspectus
Dolichopus conspectus är en tvåvingeart som beskrevs av Van Duzee 1921. Dolichopus conspectus ingår i släktet Dolichopus och familjen styltflugor. Inga underarter finns listade i Catalogue of Life.